# Ђесате
Ђесате (итал. Gessate) је насеље у Италији у округу Милано, региону Ломбардија.
Према процени из 2011. у насељу је живело 8407 становника. Насеље се налази на надморској висини од 136 м.

## Становништво
| 1931. | 1936. | 1951. | 1961. | 1971. | 1981. | 1991. | 2001. | 2011. |
| ----- | ----- | ----- | ----- | ----- | ----- | ----- | ----- | ----- |
| 2.870 | 2.787 | 2.765 | 3.038 | 3.686 | 3.871 | 4.693 | 5.508 | 8.664 |